# 스누피
스누피(영어: Snoopy)는 미국의 만화가 찰스 먼로 슐츠가 1950년부터 쓰기 시작한 만화 《피너츠》에 등장하는 비글 캐릭터이다. 스누피는 작품의 주인공 찰리 브라운의 반려견이며 만화 외에도 여러 가지 극장판 (스누피: 더 피너츠 무비)과 TV 애니메이션에서 주인공으로 등장한다. 1950년 10월 연재분에서 처음 등장한 이래, 미국 만화계 역사상 가장 널리 알려져 있고 그 자체로 아이콘이 된 캐릭터 중 하나라는 평가를 받고있다. 일부 국가에서는 만화의 주인공인 찰리 브라운보다 더 유명한 캐릭터이기도 하다.
스누피는 작가 슐츠가 어린 시절에 길렀던 개 '스파이크'로부터 영감을 받아 탄생한 것으로 알려져 있다.

## 역사
스누피는 1950년 10월 4일 연재분에서 처음으로 등장했다. 피너츠 1화가 연재된 지 이틀 뒤의 일이었다. 처음에는 이름이 없었지만 한달 여 뒤인 11월 10일 연재분부터 '스누피'라 칭하기 시작했다. 1952년 3월 16일에는 처음으로 생각말풍선을 통해 대사가 나왔다. 또 초창기에는 사족보행하는 모습이었으나 1956년 1월 9일 얼어붙은 호수에서 스케이트를 타는 모습을 시작으로 두 발로 직립하기 시작하였다.
2000년 2월 13일 연재된 피너츠의 마지막화에서 스누피는 개집 위에 올라가 타자를 치는 모습으로 등장한다. 여기서 스누피는 독자에게 보내는 작가의 마지막 인사를 작가를 대신하여 전달해준다.

## 설정
스누피는 충실하고 순수하며, 마음씨 좋고 상상력이 풍부한 강아지이다. 또 스스로 한 인물을 상상해 그것을 흉내내기를 좋아하는데, 이를테면 대학생 '조 쿨' (Joe Cool)이 된다거나, 1차 세계 대전의 영국 공군 에이스가 되어 전투비행에 나선다는 식이다. 특히 조종사 흉내를 낼 때는 헬멧과 고글을 쓰고 스카프를 단 뒤 군인용 지팡이를 짚고 다니는데, 이 모습이 가장 널리 알려진 상상 속 모습일 것이다.
스누피의 상상 속 자신은 모두 비슷한 패턴을 보인다. 뭔가 '세계적으로 유명한'인물로 설정해놓았으나 항상 고전하는 식이다. 스누피가 타자기를 두들기며 쓰는 '소설'들은 한번도 출간된 적이 없고, 에이스가 될 때 타고 다니는 소프위드 카멜기는 적군의 '붉은 남작'에게 격추되기 일쑤다. 작가 슐츠는 1997년 인터뷰에서 스누피의 이런 설정에 대해 "생존을 위해 상상 속 세계로 숨어드는 것이고, 한편으론 칙칙하고 비참한 삶에 이르는 것"이라며 "나는 개들이 부럽진 않다, 그들이 사는 삶 때문"이라고 밝혔다.
스누피는 가끔씩 이기적이거나 욕심을 부리고 느긋한 모습을 보이며, 심지어는 주인인 찰리 브라운이 실수하면 비웃을 때도 있다. 또 주인 이름을 기억 못하고 '동그란 머리의 아이' (The Round-Headed Kid)라 칭한다. 하지만 그럼에도 불구하고 스누피는 주인에게 대단한 애정과 관심, 충성심을 보인다. 1990년대 연재분에서는 찰리가 주는 쿠키에 푹 빠져 있는 모습을 보인다.
스누피는 스스로 말을 하는 것도 상상한다. 하지만 실제로는 그렇게 들리지 않고 울음소리로만 나오며, 찰리 브라운을 비롯한 인간 캐릭터들은 스누피가 무슨 생각을 하는 건지 이해하지 못한다. 정말 이따금씩 말을 할 수 있게 되는 때도 있으나 대부분 혼잣말이다. 만화 속 스누피의 생각은 말풍선 내에 담겨져 있다. 하지만 이런 말풍선을 배제한 극장판이나 TV 애니메이션에서는 스누피의 생각은 표현되지 않는다. 대신 으르렁대거나 흐느끼거나 웃고, '블라'나 '헤이'같은 짤막한 소리로 스누피의 기분을 표현하며, 스누피가 하는 행동은 무언극이 된다. 다만 뮤지컬 극장판인 《You're a Good Man, Charlie Brown》과 《Snoopy!!! The Musical》은 예외로, 각각 로버트 타워스와 캐머런 클라크 등의 성우가 스누피의 생각을 그대로 읽는 것으로 처리하였다. (그러나 여기서도 스누피의 독백은 우드스톡이나 다른 동물 캐릭터에게만 들릴 뿐 인간 캐릭터에게는 들리지 않는다).
스누피가 사는 개집은 사실 바깥보다 안쪽이 더 큰 비현실적인 구조다. 항상 옆면으로만 그려지기 때문에 독자가 다른 쪽을 볼 수는 없다. 다만 1960년 5월 8일 연재분의 두번째 칸에서 개집의 앞면이 처음으로 드러난 적은 있다. 한편으로 스누피의 상상 속에서는 개집 안에 비행기가 수장되어 있는 것으로 묘사된다.

## 다른 캐릭터와의 관계

### 찰리 브라운
주인인 찰리 브라운과는 기본적으로 애정과 충성을 보내는 관계다. 비록 찰리 브라운을 자꾸 허물없이 대하고, 이름조차 기억하지 못하는 야구공을 가로채고 자신과 싸워 이기면 돌려주겠다고 덤볐을 때 그 야구공을 되찾아준 적도 있다. 또 찰리 브라운이 스누피를 행복하게 만드려고 애를 쓰다 관두자 스누피가 "걱정 마, 난 원래 행복했어"라 답하는 편도 있다. 극장판에서도 스누피는 찰리 브라운에게 충성을 보내고 도우며 신경써주는 모습을 보인다.
초창기 연재분에서는 찰리 브라운이 스누피의 주인이 아니었다. 1951년 2월 2일자 연재분에서는 주인이 누구인지 확실히 해두지 않은 것으로 나온다. 1951년 9월 29일 연재분에서는 스누피가 셔미네 개라는 암시가 나온다. 찰리 브라운이 스누피를 챙기는 묘사가 등장한 것은 1955년 11월 1일과 3일 연재분이며, 찰리네 개라고 확실히 드러난 것은 1958년 9월 1일 연재분이었다 (1980년 9월 20일 연재분에서는 찰리 브라운이 자기는 스누피를 집에 한번 들였을 뿐인데 그때부터 집안에 눌러앉았다고 언급한 적이 있다).

### 루시 반 팰트
스누피가 턱이나 코에 뽀뽀하려고 달려들 때가 많지만, 그때마다 개한테 세균이 옮을 것을 두려워하는 루시가 질색하며 뿌리친다. 이 과정에서 가끔씩 루시가 스누피를 다치게 만들기도 한다. 이처럼 서로 대립 관계에 있지만 어쩔 때에는 서로 신경써주는 모습도 보인다. 예컨대 <Snoopy, Come Home>에서는 스누피가 어디론가 가버렸다는 사실에 루시가 슬퍼하고 머지않아 스누피가 집에 돌아오자 기뻐한다. 또 만화에서도 루시가 스누피를 도우러 갔을 때가 많은데, 1961년 4월 16일 연재분에서는 슈뢰더를 두고 질투하던 루시와 프리다가 서로 다툼을 벌이다 루시가 이기자, 싸우는 과정에서 다친 스누피와 악수를 한다.

### 샐리 브라운
루시와 마찬가지로 샐리도 스누피를 별로 신경쓰지 않으며 오히려 멍청한 개라고 부를 때가 많다. 찰리가 잠시 외출을 나갔을 때 샐리에게 스누피더러 밥 좀 달라고 부탁하면 불평한다. 다만 샐리가 어렸을 때에는 스누피와 친하고 같이 잘 노는 관계였다. 또 나중에는 샐리가 스누피에게 학교 숙제를 도와달라고 한다. 한번은 '동물 친구들'에 관한 리포트를 써오라는 숙제에서 스누피가 도와주어 A를 받았을 때 커다란 아이스크림 콘을 상으로 주기도 했다. 다른 한번은 샐리가 놀이터에 가면서 그곳 양아치들이 얼씬대지 못하도록 스누피를 데려간다. 스누피가 샐리에게 접근하는 누구든 짖어대며 물러나 하자 만족해하지만 머지않아 스누피가 옛 여자친구를 마주쳐 샐리를 내버리고 달려가면서 오히려 양아치들에게 비웃음을 받는 편도 있다.